# هن-تشو-كان

أسطورة الكاهن الأخير

هن-تشو-كان شخصية خيالية في سلسلة ما وراء الطبيعة للكاتب المصري أحمد خالد توفيق. كاهن تبتي من القرن السادس عشر، يعتنق مذهب النافاراي، ونتيجة لخيانة من جينغ-تشا الذي كان كاهن نافاراي قبل أن يغير مذهبه، يصبح هن-تشو-كان آخر كهنة النافاراي، ويتعين عليه الفرار بكتاب الشوكارا المقدس عند النافاراي عبر الزمان.
كان أول ظهور له في العدد الحادي عشر من السلسلة، أسطورة الكاهن الأخير، حيث اتضحت كيفية وصوله إلى مصر، وخلفيات تعرفه على رفعت إسماعيل الذي يؤمن بصدقه، ويساعده على حماية كتابه، وإيجاد موطئ قدم له في القرن العشرين.

## عن تشو كان
هن-تشو-كان..
الزهرة الزرقاء..
الكاهن الأخير..
كلها مسميات لبطل فريد من أبطال ما وراء الطبيعة..
اسمه الحقيقي هن تشو كان قبل أن ينضم إلى عشيرة النافاراي..
و اتت تسمية الزهرة الزرقاء بعد ذلك كاسم يدل على الغرابة والجمال والندرة والحزن..
و كي يتسنى لنا فهم طبيعة شخصية هن-تشو-كان وقدراته الفذة، لا بد لنا من فهم مذهب النافاراي..
و كي لا يبدو الأمر خروجا عن وصف شخصية هن-تشو-كان لا بد لنا من القول انه استطاع أن يحقق كل الشروط التي يتطلبها هذا المذهب بامتياز.. إذن فوصف المذهب هو وصف لامكانيات الكاهن الأخير ذات نفسه..

## مذهب النافاراي
مذهب تخيله المؤلف وجعله متميزا عن باقي مذاهب التبت.. فهو ليس سلبيا كالبوذية، ولا يعبد معتنقوه الأبقار كالهندوس، كما لا يغرق في فلسفة غامضة كالكونفوشيسية.. بل هو مذهب مرن يأخذ الأفضل من كل شيء.. مبدأ يعتمد على التركيز التام.. على التجرد من الكيان المادي.. على الاندماج مع الطبيعة.. وتتمثل أقصى حالات التجرد هذه في ما يسمى بحالة (النيرفانا)، وهي حالة من الشفافية يستطيع الكاهن بالوصول إليها أن يرتفع جسده في الهواء ببضع سنتيميترات متحديا قوانين الجاذبية..
لا يحق للنافراي أن ينجب وإلا سلبته ذريته إخلاصه وحكمته..
كتاب الشوكارا: سر أسرار كهنة النافاراي.. يحتوي حاضرهم ومستقبلهم وكل تقنيات وأسلوب عملهم.

## فلسفة قتال النافاراي
الرانجانا: يعتمد قتال النافاراي على التحاشي بالدرجة الأولى وهو ما يسمى بال (رانجانا).. يجب ان تراقب خصمك دوما وان لا تترك له الفرصة للمسك.. حينها سيصاب بالإعياء أو الملل وسيتخلى عن القتال..
و حينما يصبح تحاشي القتال مستحيلا، يمكن للنافاراي دوما ان يقاتل في أية لحظة باستخدام طريقة (السارايانا)..
السارايانا: يحتم قانون النافاراي إطلاق ثلاث صيحات لإعلام الخصم بالانتقال من مرحلة الرانجانا إلى مرحلة السارايانا.. وهي كالتالي:
- «تشا سارايانا!» (سأبدأ بالسارايانا)
- «جوانغ سارايانا!» (احترس من السارايانا)
- «كيوه سارايانا!» (إليك بالسارايانا).
ويعتمد أسلوب الساريانا على ضرب الخصوم في نقاط محددة كالتالي:
- نارفا: تؤدي إصابتها إلى إحداث الذعر والارتباك.
- كارفا: تؤدي إصابتها إلى فقدان الوعي.
- شورا: تؤدي إصابتها إلى الشلل.
- كورا: تؤدي إصابتها إلى الموت.

## الصفات الشخصية
صموت للغاية.. شديد الحزم والقوة.. رشيق كفهد.. ولا يتخلى أبدا عن الآخرين عند تعرضهم للخطر..
يكره الأشرار أينما وجدوا ولكنه مع ذلك ودود لطيف المعشر.
يقول عنه رفعت إسماعيل في العدد الحادي عشر «الكاهن الأخير» «وكان يتعامل مع الحياة ببراءة وانبهار يلذان للنفس، بالإضافة إلى ان روحه كانت أطهر من قطرات المطر.. وانقى من الثلج الأبيض»

## علاقته برفعت إسماعيل
يقتل كل كهنة النافاراي بالسم من طرف كهنة الماهايانا بعد خيانة من جينغ-تشا المنافس الطبيعي ل (هن-تشو-كان من البداية)، فيفر الكاهن الأخير بكتاب الشوكارا مستخدما تقنية (شانكين) التي تسافر بالنافاراي عبر الزمان والمكان، ليجد نفسه في إحدى القرى المصرية.. وبالتأكيد لن تكون هذه القرية سوى كفر بدر، مسقط رأس رفعت إسماعيل.. ومن ثم تشاء الاقدار ان يلتقيا ويتشاركا في العديد من المغامرات: أسطورة الكاهن الأخير - أسطورة رجل الثلوج- أسطورة النافاراي - أسطورة رجل بيكين..

## مستقبله بعد أن ولى زمنه
بعد تعلم الفتى للغة العربية ولقائه بالملحق الثقافي للسفارة الصينية، أصبح هن-تشو-كان مترجما في تلك السفارة، واندمج في عالمه الجديد بعد ان ذاب وسط مواطنيه ويصبح صينياً فيما بعد برغم كراهيته للصينيين الذين احتلوا وطنه الأصلي التبت. ولم يتخيل احدهم سره الرهيب المختفي خلف ثيابه الأنيقة وأدبه الجم..
لقب هن-تشو-كان هو الزهرة الزرقاء، ويقول المؤلف أنه عثر على اسمه في مجلة بناء الصين، وأن هن-تشو-كان الحقيقي، ورفيقه جينغ-تشا عضوان في مكتب التثقيف الشيوعي.

## هوامش
1. ↑  أحمد خالد توفيق، د. أسطورة رجل الثلوج. ما وراء الطبيعة - 14. روايات مصرية للجيب. المؤسسة العربية الحديثة.
2. ↑  أحمد خالد توفيق، د. ما أمام الطبيعة. فانتازيا - 35. روايات مصرية للجيب. المؤسسة العربية الحديثة.
3. ↑  المصدر الرئيسي : تقرير عن هن تشو كان - شبكة الروايات التفاعلية. نسخة محفوظة 5 مارس 2016 على موقع واي باك مشين.